# Waiting for Superman
Pour plus de détails, voir Fiche technique et Distribution.
Waiting for Superman est un documentaire réalisé en 2010 par Davis Guggenheim et produit par Lesley Chilcott. Le film analyse les défaillances du système éducatif des États-Unis et suit l'évolution de plusieurs étudiants espérant être sélectionnés à la loterie pour entrer dans une Charter School. Le titre du film est basé sur une interview de Geoffrey Canada où il raconte que lorsque sa mère lui a dit que Superman n'existait pas, il a eu très peur car il n'y avait plus personne pour le sauver.

## Fiche technique
- Photo : Bob Richman, Erich Roland
- Musique : Christophe Beck
- Producteur : Lesley Chilcott
- Distribution : Paramount Vantage

## Sortie et réception
La première du film a été donnée aux États-Unis le 24 septembre 2010, dans les cinémas de New York et Los Angeles. Il a été diffusé plus largement à partir du 1er octobre 2010. Durant son premier week-end à New York et Los Angeles, le film a recueilli 141 000 $ en étant projeté dans quatre cinémas, soit une moyenne de 35 250 $ par cinéma. En tout, le film aura généré 6 426 457 $ de recettes.
Un livre est également sorti avec le film, nommé Waiting For "Superman" : How We Can Save America's Failing Public Schools.
Waiting for Superman a reçu l'Audience Award du meilleur documentaire au Festival du film de Sundance 2010. La même année, il a également reçu le Critics Choice Award du meilleur documentaire,.